# Bob Livingston (politico)
Robert Linlithgow Livingston Jr., detto Bob (Colorado Springs, 30 aprile 1943), è un politico statunitense, membro della Camera dei Rappresentanti per lo stato della Louisiana dal 1977 al 1999.

## Biografia

### Primi anni e formazione

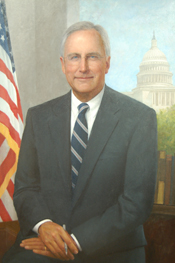
Ritratto di Bob Livingston

Bob Livingston nacque nel Colorado, in una famiglia nota nella storia politica statunitense. Tra gli avi di Livingston si ricordano: Philip, uno dei firmatari della Dichiarazione di Indipendenza degli Stati Uniti; il cancelliere Robert R. Livingston, coautore della Dichiarazione e autore dell'acquisto della Louisiana; suo fratello minore, Edward, che fu Segretario di Stato del Presidente Andrew Jackson; Henry Livingston Jr., che fu probabilmente l'autore (allora anonimo) del poema A Visit from St. Nicholas; dell'ammiraglio francese François Joseph Paul de Grasse, il quale insieme al generale George Washington mise alle strette e sconfisse il generale britannico Cornwallis nella battaglia di Yorktown che concluse la guerra d'indipendenza americana.
Il padre di Bob era un alcolista e, quando lui aveva sette anni, i suoi genitori divorziarono; sua madre lavorò ai cantieri navali Avondale per mantenere economicamente Bob e la sorella.
Bob Livingston sposò nel 1965 Bonnie Robichaux, con la quale ebbe tre figli naturali e una adottiva. Nel 2006, il loro figlio Richard morì dopo essere stato fulminato da un cavo dell'alta tensione mentre tagliava un albero danneggiato dall'uragano Katrina a New Orleans.
Livingston studiò presso l'Università Tulane e, dopo la laurea in giurisprudenza, trovò lavoro presso lo studio legale di Dave Treen. Questi era uno dei pochi politici repubblicani in Louisiana e ciò consentì a Livingston di formarsi una rete di contatti all'interno del partito. Tra il 1970 e il 1976, lavorò per gli uffici del procuratore di Stato e del procuratore distrettuale.

### Carriera politica
Quando, nel 1976, il deputato democratico in carica da diciotto mandati F. Edward Hébert annunciò il proprio pensionamento, Livingston si candidò per il suo seggio alla Camera dei Rappresentanti come esponente dei repubblicani. Al termine della competizione, venne sconfitto di misura dal democratico Richard A. Tonry; un candidato indipendente, l'ex deputato John Rarick, raccolse circa il 9% dei voti espressi.
Nelle settimane successive, tuttavia, Tonry fu formalmente indagato con l'accusa di aver accettato finanziamenti illeciti in campagna elettorale e aver tentato di riempire delle urne con delle schede a suo favore. Il deputato fu costretto a dimettersi dopo quattro mesi di servizio e vennero indette delle elezioni speciali per riassegnare il seggio; Tonry vi prese parte ma fu sconfitto già nelle primarie, mentre Livingston si aggiudicò la nomination repubblicana e, successivamente vinse anche le elezioni generali, divenendo deputato.

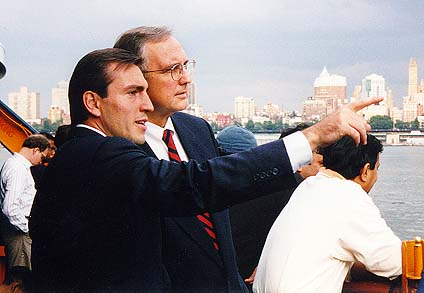
Bob Livingston con il collega Vito Fossella nel 1998

Nel 1985, Livingston aveva chiesto le dimissioni del governatore della Louisiana Edwin Edwards, che era stato rinviato a giudizio con l'accusa di frode. Riguardo al governatore, affermò: "Non dovrebbe continuare a trascinare in basso l'immagine del nostro stato con i suoi problemi legali".
Nel 1987, Livingston si candidò ufficialmente alla carica di governatore, dichiarando: "Sono pronto a pulire casa.... Il resto della nazione ha l'impressione che la Louisiana non voglia lavorare... che la Louisiana tollererà la corruzione ... che la Louisiana non sia seria nel migliorare la sua qualità di vita".
Nonostante i sondaggi lo mostrassero come possibile sfidante di Edwards al ballottaggio, Livingston non riuscì ad accedere al secondo turno, piazzandosi terzo su nove candidati, alle spalle di Edwards e del collega deputato Buddy Roemer.
Livingston fu riconfermato deputato dagli elettori per undici volte negli anni successivi. Nel 1995, a seguito della rivoluzione repubblicana che portò il partito ad ottenere la maggioranza al Congresso, Bob Livingston fu nominato presidente della Commissione per gli stanziamenti, divenendo così uno dei membri più potenti dell'assemblea. Durante una sessione, brandì un coltello ed un machete per presentarsi simbolicamente come un esperto tagliatore di budget.

### Candidatura a Speaker della Camera e dimissioni
In occasione del caso Monica Lewinsky, Livingston fu uno dei repubblicani che chiesero formalmente le dimissioni di Bill Clinton, e successivamente il procedimento di impeachment per falsa testimonianza. Quando Newt Gingrich annunciò che si sarebbe dimesso dalla carica di Speaker, il leader della maggioranza Dick Armey e il capogruppo Tom DeLay scelsero di non candidarsi per succedergli; Livingston, che era ritenuto un repubblicano dal profilo istituzionale, presentò formalmente la sua candidatura per la presidenza dell'assemblea, sostenendo di aver raccolto abbastanza sostegno per vincere. Fu nominato all'unanimità come candidato repubblicano alla presidenza e, poiché il Partito Repubblicano aveva mantenuto la maggioranza alla Camera, questo lo avrebbe reso automaticamente eletto. Tuttavia, ciò non avvenne, per via di uno scandalo in cui Livingston venne coinvolto.

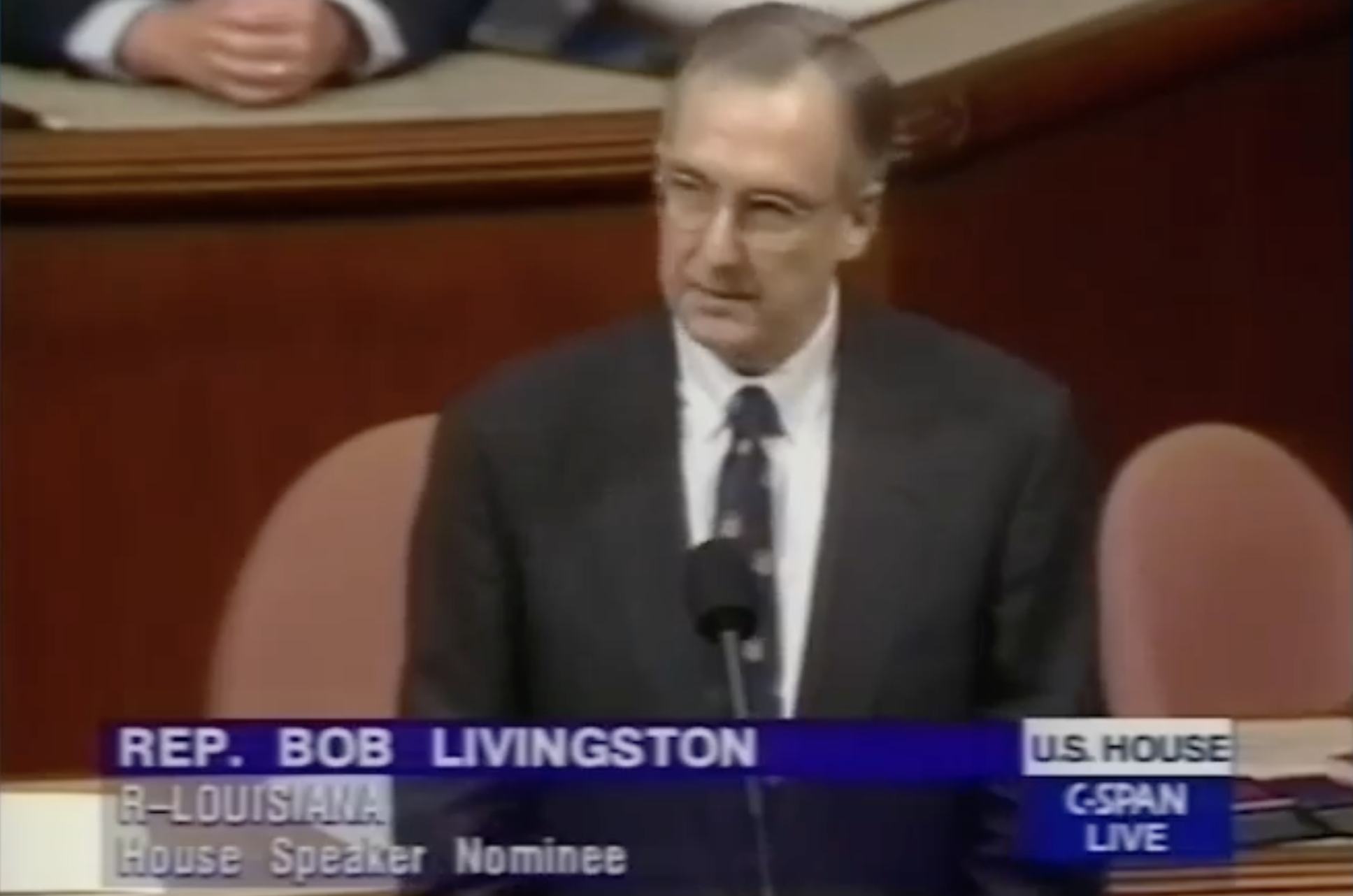
Bob Livingston annuncia le dimissioni nel 1998

L'editore di Hustler Larry Flint, sulla scia dello scandalo Lewinsky, aveva offerto fino a un milione di dollari per chiunque gli avesse portato prove di relazioni extraconiugali intrattenute dai parlamentari. Livingston apprese, pochi giorni prima che la Camera iniziasse a discutere dell'impeachment di Clinton, che Flynt era stato in contatto con almeno una donna con la quale egli aveva avuto una relazione extraconiugale. Due giorni dopo, in una conferenza a porte chiuse con i colleghi repubblicani, Livingston ammise di aver avuto un'amante. Lo stesso giorno, Flynt diffuse un comunicato stampa in cui rendeva noto che stava indagando su quattro presunte relazioni extraconiugali di Livingston. Il 19 dicembre 1998, durante i dibattiti finali per l'impeachment alla Camera, Livingston ribadì la sua richiesta di dimissioni di Clinton, annunciando al contempo le proprie dimissioni sia da candidato repubblicano alla presidenza della Camera, sia da deputato.
Il leader della minoranza Dick Gephardt affermò: "Dobbiamo smettere di distruggere le persone imperfette sull'altare di una moralità irraggiungibile", lodando Livingston e incoraggiando i colleghi a tributargli una standing ovation. Lo stesso Gephardt esortò Livingston a riconsiderare le sue dimissioni, dopo essersi impegnato a non fare della relazione extraconiugale una questione politica se fosse stato eletto alla presidenza. Nel suo discorso Livingston si assunse tutte le responsabilità dell'accaduto e dichiarò: "Quando ho annunciato la mia candidatura a Speaker, ho detto che mi stavo candidando per Speaker, non per la santità. C'era una ragione per quelle parole"; sottolineò inoltre che, contrariamente a Clinton, lui non aveva avuto per amante una dipendente o sottoposta e che non aveva mentito sotto giuramento.
Dopo l'annuncio delle dimissioni di Livingston, i repubblicani nominarono come Speaker il deputato Dennis Hastert (che, anni dopo fu condannato per abuso minorile); nel suo libro di memorie, pubblicato nel 2018, Livingston descrisse la scelta come "un disastro" e ricordò di aver dato ad Hastert un raccoglitore pieno di appunti per aiutarlo a diventare un oratore di successo, dicendosi convinto del fatto che Hastert non lo abbia mai letto.
Bob Livingston lasciò il suo seggio alla Camera il 1º marzo 1999, due mesi dopo l'inizio del suo tredicesimo mandato.

### Dopo il Congresso

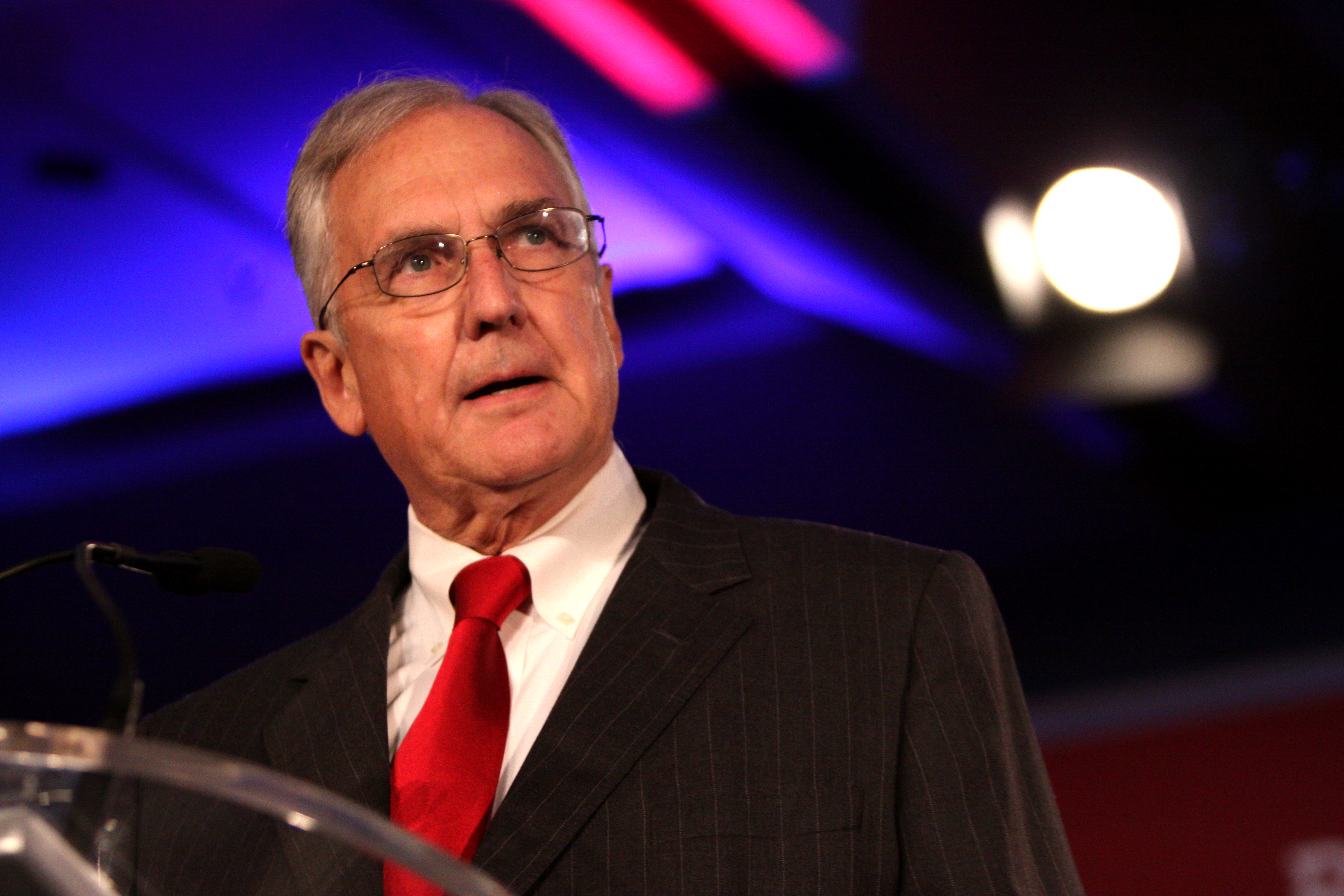
Bob Livingston durante una conferenza repubblicana nel 2011

Dopo aver lasciato l'incarico parlamentare, Bob Livingston si dedicò all'attività di lobbista. Fondò una propria società, The Livingston Group, con sede a Washington. Tra i clienti del gruppo figurano Citigroup, la Camera di commercio degli Stati Uniti e Verizon Communications. Un altro importante cliente è stata la Repubblica di Turchia, per conto della quale il gruppo ha svolto attività di lobbying fino al marzo 2008; i critici sostennero che l'attività fosse in qualche modo collegata alla negazione del genocidio armeno.
Il gruppo Livingston rappresentò anche il governo egiziano fino a marzo del 2012, contribuendo a bloccare un disegno di legge del Senato che chiedeva all'Egitto di ridurre le violazioni dei diritti umani nel 2010.
Nel marzo del 2016, espresse pubblicamente il suo sostegno a Donald Trump, paragonandolo a Ronald Reagan. Nel corso delle indagini sul primo impeachment contro Trump, emerse come Livingston avesse operato per estromettere l'ambasciatrice degli Stati Uniti in Ucraina Marie Yovanovitch. Nell'ottobre del 2019, la funzionaria del Dipartimento di Stato Catherine Croft dichiarò: "Durante la mia permanenza all'NSC, ho ricevuto diverse chiamate dal lobbista Robert Livingston, che mi ha detto che l'ambasciatore Yovanovitch doveva essere licenziata. Ha descritto l'ambasciatore Yovanovitch come un "residuo di Obama" e associata a George Soros. Non mi era chiaro a quel tempo, o ora, a che scopo o a quale costo il signor Livingston stesse cercando di destituire l'ambasciatore Yovanovitch".
Dal 2011 al 2014, Bob Livingston ricoprì la carica di tesoriere del Partito Repubblicano della Louisiana.
È membro del Sovrano Militare Ordine di Malta.